# روبرت هادفيلد
روبرت هادفيلد (بالإنجليزية: Robert Hadfield)‏ هو مختص بريطاني في مجال علم الفلزات عاش في الفترة ما بين سنتي 1858 - 1940.
ولد هادفيلد في شفيلد، وكان والده صاحب منشأة لصب المعادن والفولاذ؛ وساهم بشكل كبير في ابتداع سبيكة فولاذ المنغنيز التي طورها سنة 1882.
توفي هادفيليد سنة 1940 في مقاطعة سري.